# 海尼爾

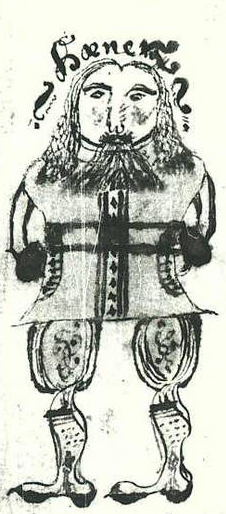
17世紀冰島手稿的海尼爾畫像。

海尼爾，（Honir、Hœnir）。他是奧丁（Odin）的兄弟，雖然外貌高大威儀，但個性魯鈍。在和華納神族（Vanir）的停戰協議中，他和密米爾一起被當作和平的人質送到華納海姆（Vanaheim）去。
在北歐神話中，關於他的故事很少，大多在故事中充當配角。在《詩體埃達》的〈女巫的預言〉（Völuspá、Prophecy of the Seeress）中指出造人的是奧丁、洛德、海尼爾；但在《新埃達》中則被改成是奧丁、威利、菲。所以有人推測，威利和海尼爾應該是同一個人。另外，在諸神的黃昏之後，在華納海姆當人質的海尼爾成為倖存的神並回到阿斯嘉特。